# Sacheria
Sacheria Sirodot, 1872 é o nome botânico de um gênero de algas vermelhas da família Lemaneaceae.

## Espécies
Atualmente apresenta 1 espécie taxonomicamente aceita:
- Sacheria ciliata Sirodot, 1872